# Димитрий Василиадис
Димитрий (на гръцки: Δημήτριος, Димитриос) е гръцки духовник, лиденски архиепископ на Йерусалимската патриаршия от 2013 година.

## Биография
Роден е като Николаос Василиадис (Νικόλαος Βασιλειάδης) в 1958 година в Солун, Гърция. В 1967 година пристига в Йерусалим. Учи в Богословския университет на Солунския университет. Замонашва се в 1981 година в скита „Мала Света Анна“ на Света гора. В 1987 година пристига в Йерусалим. В същата година става дякон, на следната 1988 е ръкоположен за свещеник, а в 1990 година става архимандрит.
Работи като директор на училищното настоятелство и секретар на Патриаршеския офис, игумен на манастира „Свети Архангели“ в Стария град на Йерусалим, който той обновява и викар в манастира „Света Богородица“. В 1991 година става секретар на Светия Синод. На 19 февруари 2013 година е избран за лиденски (лодски) архиепископ и на 24 февруари е ръкоположен в църквата „Възкресение Христово“.